# Sơn Tây (xã)
Sơn Tây là một xã thuộc huyện Hương Sơn, tỉnh Hà Tĩnh, Việt Nam.

## Địa lý
Xã Sơn Tây có diện tích 129,74 km², dân số năm 2009 là 7.493 người, mật độ dân số đạt 58 người/km².

## Lịch sử
Ngày 13 tháng 12 năm 2018, HĐND tỉnh Hà Tĩnh ban hành Nghị quyết số 126/NQ-HĐND về việc sáp nhập thôn Hồ Vậy vào thôn Khí Tượng.